# Schizoprymnus erzurumus
Schizoprymnus erzurumus är en stekelart som beskrevs av Belokobylskij, Guclu och Ozbek 2004. Schizoprymnus erzurumus ingår i släktet Schizoprymnus och familjen bracksteklar. Inga underarter finns listade i Catalogue of Life.